# Treisberg
Treisberg ist der nach Einwohnerzahl kleinste Ortsteil der Gemeinde Schmitten im Taunus im hessischen Hochtaunuskreis.

## Geographische Lage

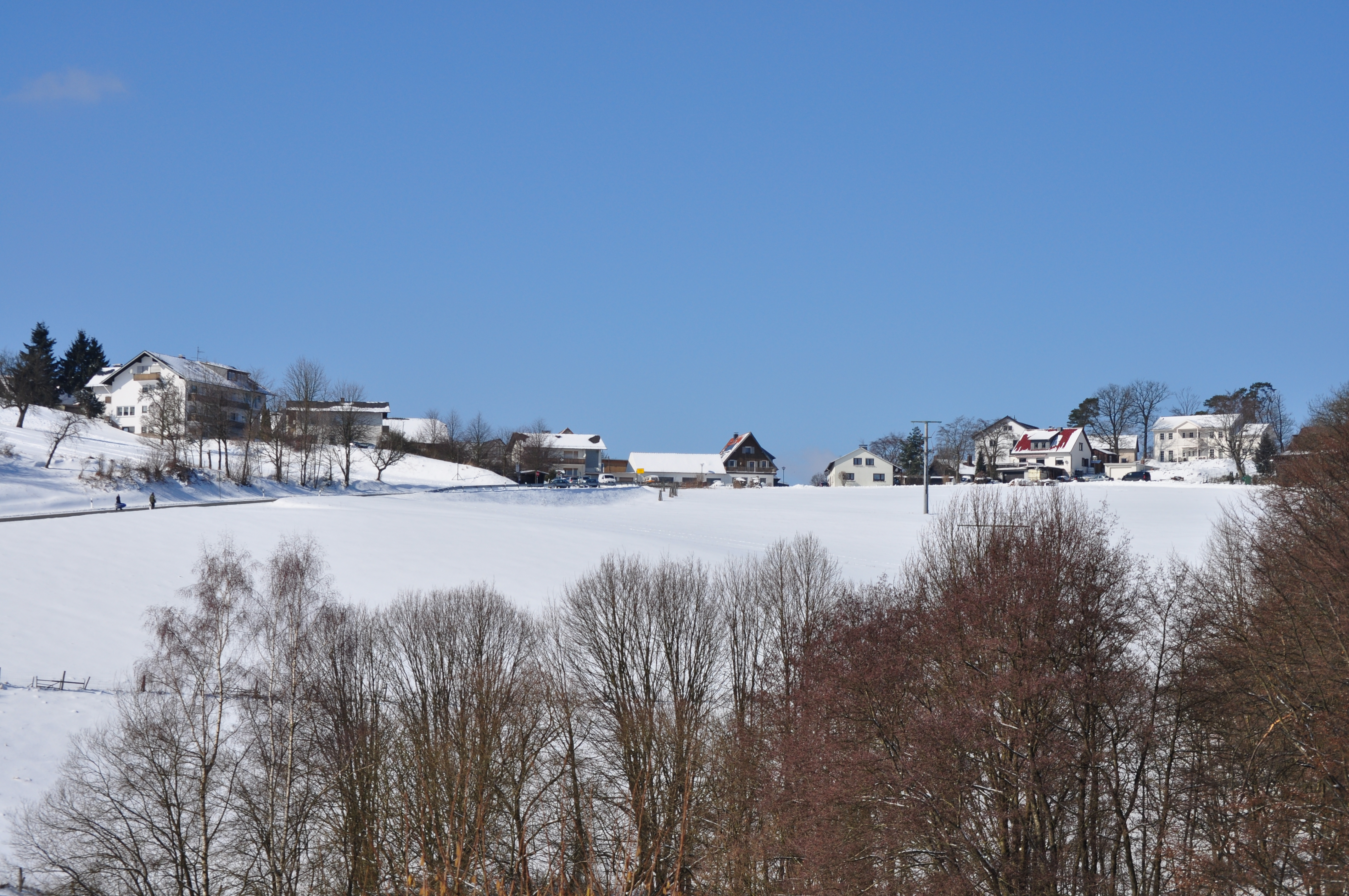
Ortseingang

Treisberg liegt im östlichen Hintertaunus etwa 750 Meter nördlich unterhalb des Pferdskopfs (663 Meter), in einem sanften Bergsattel oberhalb des Niedgesbachtal. Den Ort im Naturpark Taunus erreicht man vom Weiltal über die kurvenreiche, mit Serpentinen gewundene, Kreisstraße K 742, welche von der Landesstraße L 3025 abzweigt.
In Treisberg wohnen etwa 186 Einwohner. Die Fläche beträgt 287 Hektar.
Nachbarorte sind Finsternthal (westlich), Hunoldstal und Brombach (östlich) und Dorfweil (südlich).

## Geschichte
Treisberg wurde, soweit bekannt, erstmals im Jahr 1272 als Besitz der Herren von Eppstein in einer nassauischen Urkunde erwähnt. 1369 wurde das Gericht Landstein als Gericht Treisberg erwähnt (Drasberg). Bis 1535 gehörte Treisberg kirchlich nach Landstein. Mit der Übernahme des königsteinischen Anteils an Altweilnau durch Kurtrier wurde die Pfarrei aufgehoben und Treisberg pfarrt danach nach Altweilnau.
Im Zuge der Gebietsreform in Hessen wurde die bis dahin selbständige Gemeinde Treisberg kraft Landesgesetz mit weiteren, bis dahin selbstständigen Gemeinden, zum 1. August 1972 zur heutigen Großgemeinde Schmitten zusammengeschlossen. Seitdem ist Treisberg ein Ortsteil der Gemeinde Schmitten. Ortsbezirke nach der Hessischen Gemeindeordnung wurden in Schmitten nicht gebildet.
Territorial- und Verwaltungsgeschichte im Überblick
Die folgende Liste zeigt im Überblick die Territorien, in denen Treisberg lag, bzw. die Verwaltungseinheiten, denen es unterstand:
- vor 1806: Heiliges Römisches Reich, Fürstentum Nassau-Usingen, Oberamt oder Grafschaft Usingen
- ab 1806: Herzogtum Nassau, Amt Usingen
- ab 1816: Herzogtum Nassau, Amt Usingen
- ab 1849: Herzogtum Nassau, Kreisamt Idstein
- ab 1854: Herzogtum Nassau, Amt Usingen
- ab 1867: Königreich Preußen, Provinz Hessen-Nassau, Regierungsbezirk Wiesbaden, Obertaunuskreis (Trennung zwischen Justiz (Amtsgericht Usingen) und Verwaltung)
- ab 1871: Deutsches Reich, Königreich Preußen, Provinz Hessen-Nassau, Regierungsbezirk Wiesbaden, Obertaunuskreis
- ab 1918: Deutsches Reich, Freistaat Preußen, Provinz Hessen-Nassau, Regierungsbezirk Wiesbaden, Obertaunuskreis
- ab 1886: Deutsches Reich, Königreich Preußen, Provinz Hessen-Nassau, Regierungsbezirk Wiesbaden, Kreis Usingen
- ab 1932: Deutsches Reich, Königreich Preußen, Provinz Hessen-Nassau, Regierungsbezirk Wiesbaden, Obertaunuskreis
- ab 1933: Deutsches Reich, Königreich Preußen, Provinz Hessen-Nassau, Regierungsbezirk Wiesbaden, Landkreis Usingen
- ab 1944: Deutsches Reich, Freistaat Preußen, Provinz Nassau, Landkreis Usingen
- ab 1945: Amerikanische Besatzungszone, Groß-Hessen, Regierungsbezirk Wiesbaden, Landkreis Usingen
- ab 1949: Bundesrepublik Deutschland, Land Hessen, Regierungsbezirk Wiesbaden, Landkreis Usingen
- ab 1968: Bundesrepublik Deutschland, Land Hessen, Regierungsbezirk Darmstadt, Landkreis Usingen
- ab 1972: Bundesrepublik Deutschland, Land Hessen, Regierungsbezirk Darmstadt, Hochtaunuskreis

## Bevölkerung

### Einwohnerstruktur 2011
Nach den Erhebungen des Zensus 2011 lebten am Stichtag dem 9. Mai 2011 in Treisberg 165 Einwohner. Darunter waren 9 (5,5 %) Ausländer.
Nach dem Lebensalter waren 21 Einwohner unter 18 Jahren, 72 zwischen 18 und 49, 36 zwischen 50 und 64 und 30 Einwohner waren älter. Die Einwohner lebten in 78 Haushalten. Davon waren 27 Singlehaushalte, 21 Paare ohne Kinder und 21 Paare mit Kindern, sowie 6 Alleinerziehende und keine Wohngemeinschaften. In 15 Haushalten lebten ausschließlich Senioren und in 54 Haushaltungen lebten keine Senioren.

### Einwohnerentwicklung
| Treisberg: Einwohnerzahlen von 1834 bis 2021 | Treisberg: Einwohnerzahlen von 1834 bis 2021 | Treisberg: Einwohnerzahlen von 1834 bis 2021 | Treisberg: Einwohnerzahlen von 1834 bis 2021 | Treisberg: Einwohnerzahlen von 1834 bis 2021 |
| --- | -------------------------------------------- | -------------------------------------------- | -------------------------------------------- | -------------------------------------------- |
| Jahr |                                              |                                              |                                              | Einwohner                                    |
| 1834 | 1834                                         |                                              | 82                                           | 82                                           |
| 1840 | 1840                                         |                                              | 86                                           | 86                                           |
| 1846 | 1846                                         |                                              | 88                                           | 88                                           |
| 1852 | 1852                                         |                                              | 89                                           | 89                                           |
| 1858 | 1858                                         |                                              | 89                                           | 89                                           |
| 1864 | 1864                                         |                                              | 98                                           | 98                                           |
| 1871 | 1871                                         |                                              | 82                                           | 82                                           |
| 1875 | 1875                                         |                                              | 81                                           | 81                                           |
| 1885 | 1885                                         |                                              | 79                                           | 79                                           |
| 1895 | 1895                                         |                                              | 85                                           | 85                                           |
| 1905 | 1905                                         |                                              | 87                                           | 87                                           |
| 1910 | 1910                                         |                                              | 81                                           | 81                                           |
| 1925 | 1925                                         |                                              | 82                                           | 82                                           |
| 1939 | 1939                                         |                                              | 84                                           | 84                                           |
| 1946 | 1946                                         |                                              | 118                                          | 118                                          |
| 1950 | 1950                                         |                                              | 115                                          | 115                                          |
| 1956 | 1956                                         |                                              | 99                                           | 99                                           |
| 1961 | 1961                                         |                                              | 95                                           | 95                                           |
| 1967 | 1967                                         |                                              | 115                                          | 115                                          |
| 1970 | 1970                                         |                                              | 109                                          | 109                                          |
| 1980 | 1980                                         |                                              | ?                                            | ?                                            |
| 1990 | 1990                                         |                                              | ?                                            | ?                                            |
| 2000 | 2000                                         |                                              | ?                                            | ?                                            |
| 2011 | 2011                                         |                                              | 165                                          | 165                                          |
| 2021 | 2021                                         |                                              | 151                                          | 151                                          |
| Datenquelle: Historisches Gemeindeverzeichnis für Hessen: Die Bevölkerung der Gemeinden 1834 bis 1967. Wiesbaden: Hessisches Statistisches Landesamt, 1968. Weitere Quellen: LAGIS; Gemeinde Schmitten; Zensus 2011 |                                              |                                              |                                              |                                              |

### Historische Religionszugehörigkeit
| • 1885: | 67 evangelische (= 44,84 %), ein katholischer (= 1,27 %), 11 anderes christliche-konfessionelle (= 13,92 %) Einwohner |
| • 1961: | 87 evangelische (= 91,58 %), 8 katholische (= 8,42 %) Einwohner                                                       |

## Kultur und Sehenswürdigkeiten

### Aussichtsturm auf dem Pferdskopf

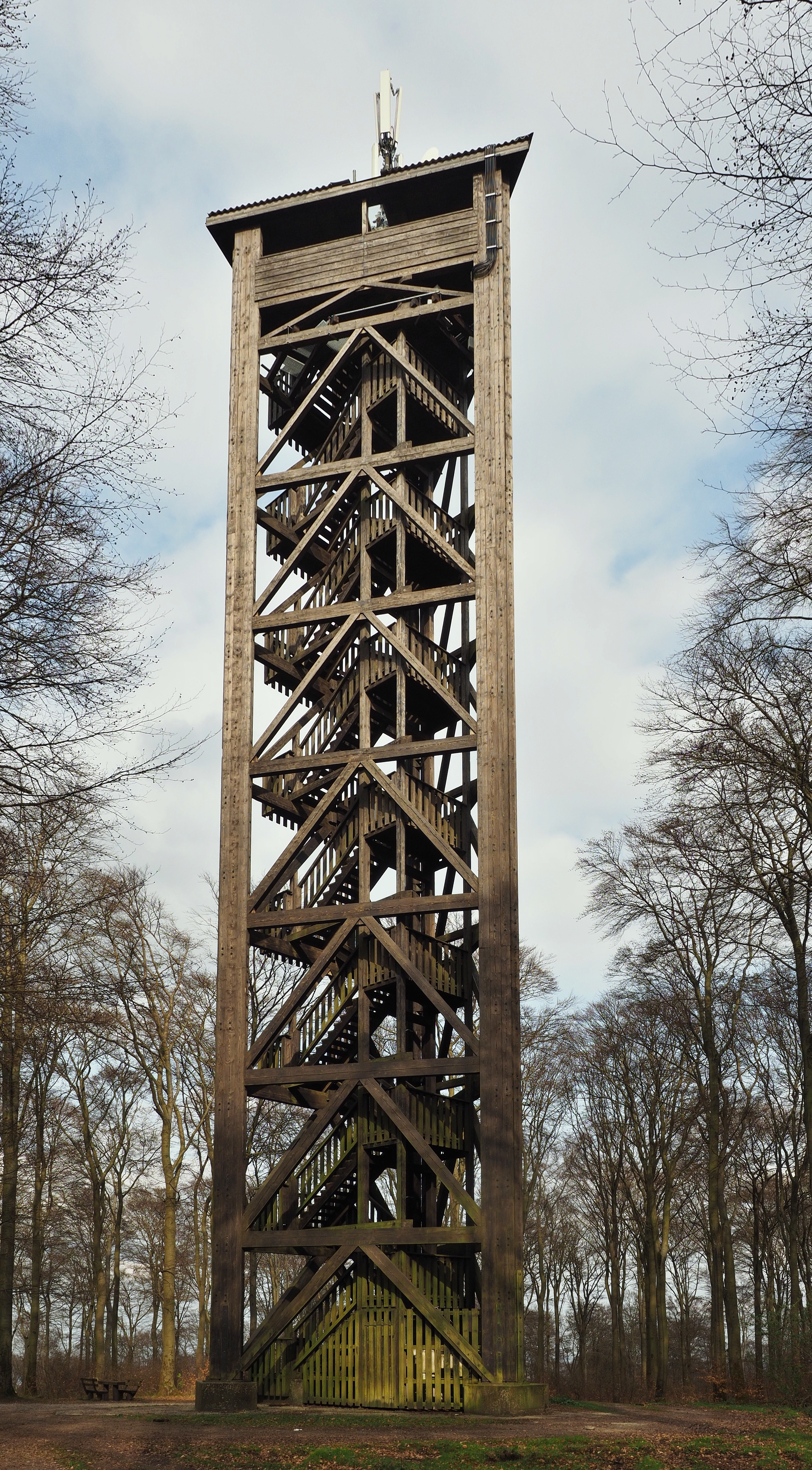
Aussichtsturm Pferdskopf

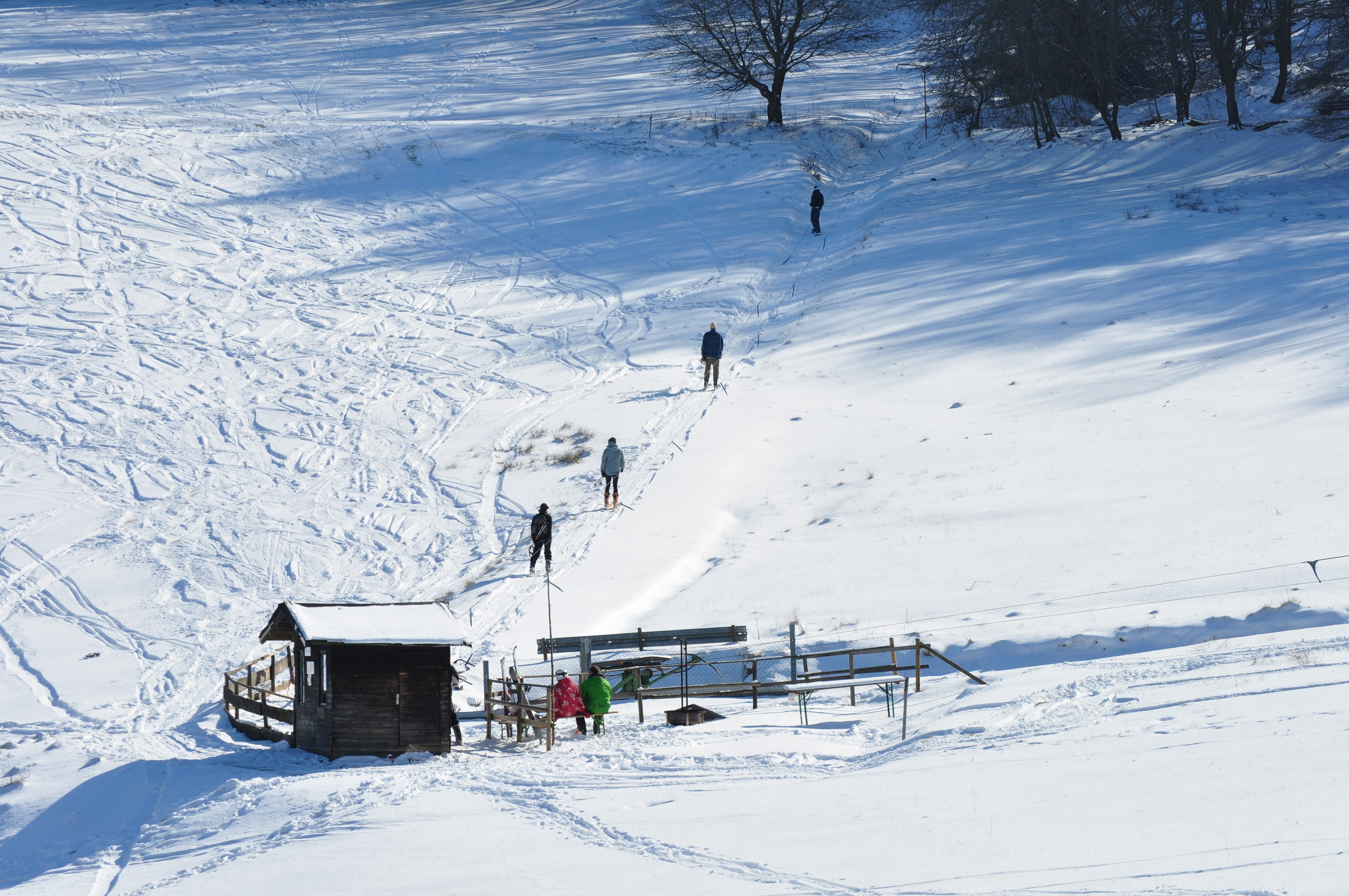
Skilift

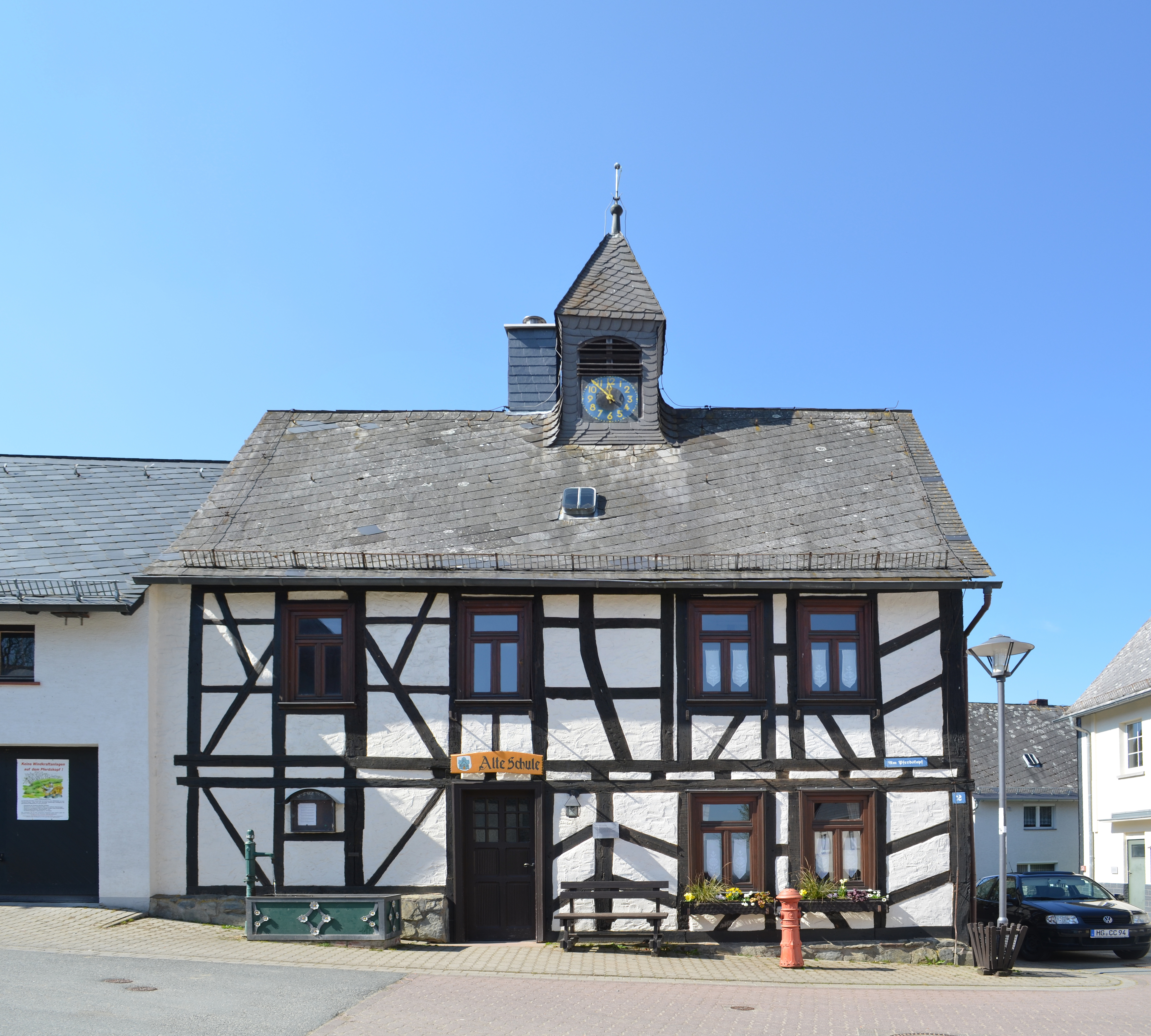
Alte Schule

Der Waldlehrpfad Pferdskopf bringt die Flora und Fauna der typischen Mittelgebirgslandschaft näher. Ein 34 Meter hoher Aussichtsturm auf dem Pferdskopf aus dem Jahr 1987 bietet vom Berg einen Rundblick auf die Taunushöhen, das Usinger Becken und das Weiltal und stellt einen wichtigen Anziehungspunkt für Tagestouristen dar.

### Skilift
In Treisberg befinden sich zwei Lifte, die die steilste Skipiste des Taunus erschließen. Bei entsprechender Schneelage gibt es auch einen guten und vielbenutzten Rodelhang fast hinunter bis an die Straße nach Mauloff.

### Alte Schule
Die Alte Schule in Treisberg wird vom Heimatverein genutzt. Sie wurde 1846 als Rathaus erbaut, aber nie als solches genutzt, sondern ab dem 11. Dezember 1860 als Zwergschule betrieben. Bevor die Schule bestand, besuchten die Kinder des Dorfes die Schule in Finsternthal. 1965 wurde die Schule geschlossen. Heute besuchen die Kinder die Grundschule in Riedelbach oder Arnoldshain. Die Schule bestand aus der Lehrerwohnung im Erdgeschoss und dem Klassenzimmer im ersten Stock. 1860 wurden 15 Kinder unterrichtet. Die höchste Schülerzahl wurde 1904/04 mit 25 Kindern, die niedrigste 1885/86 mit drei Kindern erreicht. Das Fachwerkhaus ist das einzige Gebäude in Treisberg, dass unter Denkmalschutz steht (siehe hierzu die Liste der Kulturdenkmäler in Treisberg). Vor der alten Schule steht ein taunustypischer gusseiserner Brunnen.

### Dialekt
Die Sprache der Treisberger und der umliegenden Dörfer ähnelt sich sehr, aber es gibt auch Ausnahmen. Die Ursache für dieses Phänomen dürfte der Einfluss der Westerwälder, bzw. Wetterauer Mundart in den weilabwärts gelegenen Dörfern sein, während in den oberen Ortschaften durch vielfältige Verbindungen seit alters her das unter-mainische Idiom die Sprache mitgeprägt hat.

## Wanderwege
Rund um den Pferdskopf sowie nach Seelenberg und in das Weiltal verläuft eine Vielzahl von Wanderwegen. Vielfach reisen Naturfreunde mit dem Auto über die einzige Zufahrtsstraße nach Treisberg an. Hauptattraktion sind die Natur des Taunus und viele Kilometer gepflegter Wanderwege.